# Etxebarri
Etxebarri és un municipi de Biscaia, a la comarca de Gran Bilbao

## Barris
El municipi es compon de tres barris ben diferenciats:
- Doneztebe/San Esteban (2353 hab.)
- Legizamon (355 hab.)
- Kukullaga. (5444 hab.)